# Кларк (окръг, Мисури)
Вижте пояснителната страница за други населени места с името Кларк.
Окръг Кларк (на английски: Clark County) е окръг в щата Мисури, Съединени американски щати. Площта му е 1326 km², а населението - 7416 души (2000). Административен център е град Кахоха.